# Flunkerne
Flunkerne (spansk: Los Xunguis) er en børnebogsserie skabt af de spanske forfattere Juan Carlos Ramis og Joaquín Cera. Serien omhandler de små drillesyge rumvæsener, flunkerne, som skaber kaos i forskellige situationer. Bøgerne er billedbøger der på hvert opslag har en kort tekst og et myldrebillede i stil med Find Holger. I teksten beskrives små opgaver som læseren skal løse, oftest ved at finde bestemte flunker eller objekter i billedet.
Den første bog i serien, Jagten på de forsvundne flunker (originaltitel: En busca de los Xunguis perdidos), blev udgivet i 1992 i Spanien og udgivet på dansk af forlaget Apostrof i en oversættelse af Inge Egede Andersen og Betty Andersen.
Bøgerne om flunkerne er særligt populære i Danmark og Uruguay. I 2006 var der i Danmark solgt over 200.000 eksemplarer i serien, og i både Danmark og Uruguay var der i 2016 solgt flere bøger i flunkerne-serien end i  Spanien hvor flunkerne oprindeligt er udgivet. På grund af seriens store popularitet i disse to lande er der desuden udgivet særlige udgaver som omhandler henholdsvis Uruguay og Danmark. I Uruguay er det Los Xunguis en Uruguay (2014) og Los Xunguis en la Historia de Uruguay (2015), mens de særlige udgaver som er udgivet i Danmark er Flunkerne i Danmark (2016) og Flunkernes Danmarkshistorie (2017).

## Historie
I starten af 90'erne havde forlaget Ediciones B stor succes med deres spanske oversættelse af Find Holger. Derfor satte forelæggeren Miguel Pellicer de to tegnere Juan Carlos Ramis og Joaquín Cera til at lave en ny serie med bøger i baseret på et lignende koncept med myldrebilleder. Cera og Ramis kendte hinanden i forvejen gennem forlaget, og sammen kom de frem til at en flok frække rumvæsener ville give dem noget at arbejde med og ville passe godt til deres humor, da de begge kan lide at tegne skøre og let surrealistiske situationer. Det praktiske aspekt ved at være to tegnere om en billedbog arrangerede Cera og Ramis ved at inddele et A2-papir i to halvdele. Så tegnede de flunkerne i skøre situationer på hver sin egen side indtil hele arket var fyldt ud. Herefter tegnede Cera stregerne op, hvorefter Ramis farvelagde dem.
Cera og Ramis har i en periode mødtes årligt for at lave en ny bog om Flunkerne. På den måde har de to tegnere holdt serien kørende i over 25 år.

## Titler
Følgende titler er udgivet på dansk. I parentes originaltitel på spansk samt oprindeligt udgivelsesår.
- Jagten på de forsvundne flunker (En busca de los Xunguis perdidos, 1992)
- På sjov med flunkerne (Los Xunguis se divierten, 1994)
- Flunkernes forunderlige verden (El Mundo de los Xunguis, 1995)
- De skøre flunker (Esos locos Xunguis, 1997)
- Flunkerne er over os (¡Los Xunguis están aquí!, 1998)
- Flunkerne i 100 år (Un siglo Xungui, 2000)
- Mission til flukernes planet (Misión: Planeta Xungui 2001)
- Befri Babyflunk (¿Dónde está el bebé Xungui?, 2002)
- Flunkerne i tidsmaskinen (Los Xunguis, viaje en el tiempo, 2003)
- Flunkernes olympiske lege (Las Olimpiadas Xunguis, 2004)
- Flunkerne går til filmen (Los Xunguis en Hollywood, 2005)
- Fodbold med flunkerne (El Xunguigol mundial, 2006)
- Flunkernes vilde væddeløb (La gran carrera de los Xunguis, 2007)
- Flunkernes kamp om eventyrerne (Érase una vez... Los Xunguis, 2008)
- Støt øko-flunkerne (Los Ecoxunguis, 2009)
- Flunkernes gys og gru (Xunguis vs. Monstruos, 2010)
- Mesterdetektiven Sherlock Flunk (Los casos de Xungui Holmes, 2011)
- Miniflunkerne kommer! (Los Minixunguis, 2011)
- Flunkerne - jagten på Atlantis (El viaje submarino de los Xunguis, 2011)
- Flunkerne går på museum (Los Xunguis van al museo, 2012)
- Jorden rundt med flunkerne (La vuelta al mundo de los Xunguis, 2013)
- Flunkerne til VM i Brasilien (Los Xunguis en el mundial de Brasil, 2014)
- Flunkerne i Romerriget (Los xunguis en el Imperio romano, 2014)
- Flunkerne tager til fest (Los Xunguis se van de fiesta, 2015)
- Flunkerne i Amerika (Los xunguis en América, 2015)
- Flunkerne hos dinosaurerne (Xunguis entre dinosaurios, 2016)
- Superhelte-flunkerne (Los superhéroes Xunguis, 2016)
- Flunkerne i Danmark (2016)
- Flunkernes Danmarkshistorie (2017)
- Flunkerne i middelalderen (Los Xunguis en la Edad Media, 2017)
- På sporet af flunkerne for fuld musik (Los Xunguis con Mucho Ritmo, 2018)
- Flunkerne og fabeldyrene (Los Xunguis entre Unicornios, 2018)
- Flunkerne i H.C. Andersens univers (Los Xunguis en los cuentos de Andersen, 2019)

### Titler ikke udgivet på dansk
To titler er udelukkende udgivet på spansk i Uruguay. 
- Los Xunguis en Uruguay (2014)
- Los Xunguis en la Historia de Uruguay (2015)

En titel er udgivet på catalansk og spansk.
- Els Xunguis a Sant Jordi / Los Xunguis en Sant Jordi (2014)

## Andre medier
Ud over bøger med myldrebilleder er der også udgivet en række andre materialer i flunkerne-universet.

### Tegneserier
I det spanske tegneserie-blad Súper Zipi y Zape blev der mellem 1993 og 1994 udgivet 11 korte tegneserier med flunkerne som hovedpersoner. Disse korte tegneserier er udelukkende lavet af Juan Carlos Ramis, altså uden medvirken af Joaquín Cera. Efterfølgende udgav Cera og Ramis i fællesskab to lange tegneserier i bladet Zipi Zape Extra. Disse blev senere samlet til to album i serien Olé i henholdsvis 1995 og 1997. Det tredje tegneserie-album blev udgivet i 2012 under titlen Olimpiadas Galácticas.
- Los Xunguis (Olé! nr. 11, 1995)
- En busca del Megatronio (Olé! nr. 15, 1997)
- Olimpiadas Galácticas (Cómic Xunguis nr. 1, 2012)

### Computerspil
Den danske spiludgiver Krea Medie har udgivet en række computerspil om flunkerne på Nintendo DS og PC. Spillene er udviklet af Figuramus og Metopia.
- Flunkerne: Superskurke (NDS/PC) (2008)
- Flunkerne: På månen (NDS/PC) (2008)
- Flunkerne: Robotter (PC) (2010)
- Flunkerne: Pirater (NDS/PC) (2010)